# Erepta stylodon
Erepta stylodon é uma espécie de gastrópode da família Helicarionidae.
É endémica de Maurícia.